# امدخلة (لودر)

تعديل مصدري - تعديل

امدخلة هي إحدى قرى عزلة زارة بمديرية لودر التابعة لمحافظة أبين، بلغ تعداد سكانها 523 نسمة حسب تعداد اليمن لعام 2004.